# Marcel Dhorme
Pour les articles homonymes, voir Dhorme.
Marcel Dhorme, né le 22 mai 1899 à Armentières et décédé le 24 janvier 1954 à Paris 8e, est un couturier français,,.

## Biographie
Il est le septième et dernier enfant  de la famille Dhorme (Louis, Marthe, Fernande, Yvonne, les jumeaux Suzanne et Gaston, Marcel). Son père est typographe, gazé à la Première Guerre mondiale il mourra juste après à l'Hôpital Fernand-Widal. Lui même, à la fin de la guerre, s'engagera aux côtés des troupes américaines, avec lesquelles il apprendra l'anglais avec un fort accent américain.
Marcel est également cousin germain de l'orientaliste Édouard Dhorme. Après cette guerre, la famille doit quitter Armentières où tout est détruit, seul l'ainé restera. Ils s'installent à Paris. Ses sœurs sont brodeuses et travailleront longtemps pour la maison Marcel Riqueur, en particulier pour de la broderie à paillette. Après des formations dans la couture pour devenir tailleur, il exerce près de quinze ans pour de célèbres maisons de couture, telles Fauvety et surtout Marcel Riqueur, pour lesquelles il créait des lignes de vêtements. Il ouvre sa propre maison avenue Franklin Roosevelt à Paris : la maison Marcel Dhorme (au 63 avenue Franklin Roosevelt, rez-de-chaussée), et devient un des acteurs de la mode à partir du milieu des années 1930. Un peu plus tard il collaborera avec Mme Paulette (modiste) de chapeau pour les défilés de mode (la maison Paulette mode).  Pendant la Seconde Guerre mondiale, il poursuit son activité malgré l'Occupation ; les Allemands lui confiront la gestion de la maison de couture Weill, qui lui en sera reconnaissant après la guerre pour l'excellence de la tenue des comptes. Il fut membre de la Chambre syndicale de la Haute Couture. La maison Marcel Dhorme participait régulièrement aux défilés de mode, comme ceux organisés à Malmö ; son style très classique plaisait beaucoup à la clientèle du nord de l'Europe.
Il cesse son activité de couturier en 1950 pour créer à parts égales avec Gaumont-Lanvin (de la famille de Mme Lanvin) les Couturiers Associés situé au 52 rue de la Boétie (Paris 8e, 2 étage). Les Couturiers Associés, dont il sera directeur adjoint, regroupaient Fath, Piguet, Paquin, Carven et Dessès. L'idée était de proposer des lignes de haute couture en prêt-à-porter, fabriquées et vendues en province. On échangeait ainsi des croquis, des styles avec des couturiers de provinces qui réalisent du prêt-à-porter contre des royalties.

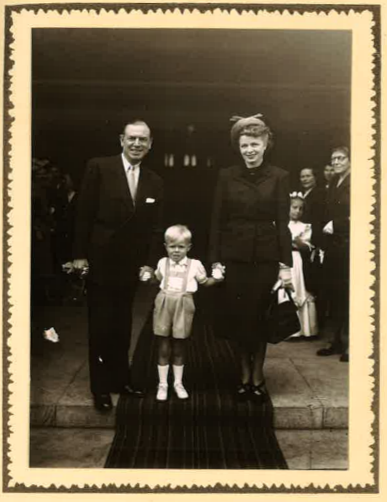
Marcel et Isabelle Dhorme et leur fils Bernard, le 2 octobre 1948 église St-Joseph (Paris 11e) au mariage de leur nièce Paule

Il se marie avec un de ses mannequins, Isabelle Gautrot (née en juin 1909), avec laquelle il aura un fils Bernard (né en janvier 1944). Les couturiers associés cesseront en 1953 par manque de financement. Si l'idée était excellente, la clientèle de province ou étrangère n'est pas la même que celle de Paris : l'argent n'arrive pas toujours. Toutefois cette aventure démocratisera d'une certaine façon la haute couture et lancera définitivement un nouveau regard des femmes sur leur habillement.
La recherche d'un style, d'une mode pour toutes femmes est lancée. Il rouvrira une maison de couture, mais après avoir été opéré d'un cancer des intestins en 1950 il meurt en 1954 à Paris. Sa veuve continuera son activité pendant quelques années avant de fermer définitivement la page d'histoire de la haute couture à la Dhorme, commencée plus de 25 ans auparavant.